# 罗马娜·贝尔尼
罗马娜·贝尔尼（法語：Romane Bernies，1993年6月27日—），法国女子篮球运动员，场上位置是控球后卫，2023年欧洲女子篮球锦标赛铜牌得主、2024年夏季奥林匹克运动会女子银牌得主。

## 荣誉
- 法国功绩勋章骑士：2024[2]